# Кубрат Сакскобургготски
Д-р Кубрат Сакскобургготски или Кубрат Панагюрски (на испански: Kubrat de Sajonia-Coburgo-Gotha y Gómez-Acebo, Kubrat de Bulgaria) е български княз и испански лекар хирург, трети син на цар Симеон II и съпругата му царица Маргарита.
Специалист по обща и храносмилателна хирургия. Испанското списание „Магазин“ го определя като един от двадесетте най-добри хирурзи в Испания.
Официалното му монархическо название е „Негово Царско Височество Кубрат, Княз Панагюрски и Херцог Саксонски".

## Биография
Роден е на 5 ноември 1965 г. в Мадрид, Испания. Учи във Френския лицей в родния си град. Завършва медицина в Наварския университет в Памплона (1984 – 1990). Специализира гастрохирургия в мадридската клиника „Пуерта де Йеро“ (1992 – 1996). Продължава кариерата си като хирург по вътрешни болести в клиника „Робер“, където работи в периода 1997 – 2003 г. През 2003 г. започва да работи в Мадридската болница „Сан Камило“, където от 2006 г. е ръководител на отделението по хирургия и колопроктология и член на управителния съвет. През 2004 г. е член на консултантския съвет на болница „Токуда“, в София.
На 27 октомври 2010 г. е въведен в Малтийския орден. Богослужението е отслужено от арх. Анджело Ачерби, в присъствието на великия магистър фра Матю Фестинг.

## Семейство
На 2 юли 1993 г. сключва брак с доня Карла Мария да ла Соледад Ройо-Вилянова и Урестарасу (Doña Carla María de la Soledad Royo-Villanova y Urrestarazu) в храма на Манастира Въплъщение Господне (Монастир Екарнасьон) в Мадрид. Булката е родена в 1969 г., дъщеря на Jaime Royo-Villanova y Paya и съпругата му María del Carmen Urrestarazu y Ozueta. Кубрат и Мария имат трима синове – княз Мирко Панагюрски (роден на 26 април 1995 г.), княз Лукас Панагюрски (роден на 15 юли 1997 г.) и княз Тирсо Панагюрски (роден на 3 юни 2002 г.)
Съпругата му има собствена марка козметика, носеща името „Carla Bulgaria Roses Beauty“. Продуктите са на основата на розова есенция, доставяна от България.